# Signohealdia
Signohealdia is een geslacht van uitgestorven kreeftachtigen uit de klasse van de Ostracoda (mosselkreeftjes).

## Soorten
- Signohealdia robusta Kristan-Tollmann, 1971 †
- Signohealdia rotunda Kristan-Tollmann, 1971 †